# Zooko Wilcox-O'Hearn
Zooko Wilcox-O'Hearn (Phoenix, 13 de maio de 1974) é um programador e executivo norte-americano. É Especialista em Cibersegurança, Cypherpunk, e CEO da Zcash.

## Biografia
É conhecido pelo Tahoe Least-Authority File Store (ou Tahoe-LAFS), um sistema de ficheiros, seguro, descentralizado e tolerante a falhas. liberado com as licenças GPL e TGPPL. Ele é o criador da licença Transitive Grace Period Public Licence (TGPPL).
Wilcox-O'Hearn é o criador de múltiplos protocolos de rede que incorporam conceitos tal como economias auto-contidas e sistemas de reputação seguros. É membro da equipe de desenvolvimento ZRTP. e da  função hash criptografica BLAKE2.
O triangulo de Zooko foi nomeado em seu nome, Wilcox-O'Hearn, que em 2001 descreve o esquema que relaciona as três propriedades desejáveis dos identificadores. É fundador e CEO da Least Authority Enterprises em Boulder, Colorado.
Foi desenvolvedor no sistema P2P MojoNation, desenvolvedor chefe do follow-on Mnet network, e desenvolvedor na SimpleGeo.
Zooko integrou a equipe fundadora que lançou a criptomoeda Zcash em 2016.